# 西園寺致季
西園寺 致季（さいおんじ むねすえ）は、江戸時代中期の公卿。中宮権大夫・西園寺実輔の子。幼名は千撻丸。官位は従一位・左大臣。

## 経歴
貞享2年（1685年）に叙爵してから清華家として速いスピードで昇進し、侍従・左近衛少将・左近衛中将を経て、元禄9年（1696年）に従三位となり、公卿に列する。権中納言・権大納言・宝永3年（1706年）から宝永5年（1708年）に亘ってと正徳2年（1712年）から正徳3年（1713年）にわたっての二度に亘り神宮伝奏を務めた。この間踏歌節会外弁を務める。
享保9年（1724年）右近衛大将となる。享保13年（1728年）には内大臣。翌年従一位を授与された。元文3年（1738年）には右大臣。延享2年（1745年）には左大臣となったが同年中に辞職している。
宝暦6年（1756年）、致季の病が重くなると、息子の公晃から従弟である関白一条道香に対して清華家の極官である太政大臣への昇進を求める嘆願が出される。道香は武家伝奏の柳原光綱と広橋兼胤を呼び出し、「摂家ですら容易に任じられないのに清華家が願うこと自体すべきではない」と述べ、桃園天皇には事実の報告するが不相応であるとの見解を示している（『広橋兼胤公武御用日記』宝暦6年7月2日条）。かくして、致季の太政大臣昇進の嘆願は認められることは無いまま死去した。

## 系譜
- 父：西園寺実輔
- 母：家女房
- 妻：家女房
  - 長男：西園寺公晃（1702-1770）
  - 次男：飛鳥井雅香（1703-1765）
  - 三男：小倉宜季（1710-1766）
  - 四男：今出川誠季（1713-1746）
  - 五男：橋本実理（1726-1798）[3]
  - 六男：大宮貞季（1743-1804）